# Anaea intermedia
Anaea intermedia is een vlinder uit de familie van de Nymphalidae. De wetenschappelijke naam van de soort is voor het eerst geldig gepubliceerd in 1972 door Witt.